# 163P/NEAT
163P/NEAT (też: NEAT 21) – kometa krótkookresowa z rodziny komet Jowisza.

## Odkrycie
Kometę tę odkryto 5 listopada 2004 roku w ramach projektu NEAT.

## Orbita komety i właściwości fizyczne
Orbita komety 163P/NEAT ma kształt elipsy o mimośrodzie 0,45. Jej peryhelium znajduje się w odległości 2,06 j.a., aphelium zaś 5,47 j.a. od Słońca. Jej okres obiegu wokół Słońca wynosi 7,3 roku, nachylenie do ekliptyki to wartość 12,72˚.
Średnica jądra tej komety to maksymalnie kilka km.